# Marouf Mohammadi
Mohammad Marouf Jamhour Mohammadi (auch Maroof Mohammadi, * 2. Juli 1991 in Afghanistan) ist ein afghanischer Fußballspieler, der seit 2015 bei De Maiwand Atalan spielt.

## Vereinskarriere
Wie die meisten anderen Spieler in der Afghan Premier League 2012, wurde auch Mohammadi in der Fußballcastingshow Maidan e Sabz gefunden und unterschrieb einen Vertrag bei Tofan Harirod. Sein Debüt feierte er am 21. September 2012 beim 4:1-Sieg gegen Simorgh Alborz. Am Ende konnte man die Meisterschaft 2012 feiern, wobei Mohammadi den schnellsten Treffer der APL-Geschichte erzielte, als er bereits nach 20 Sekunden traf. Außerdem wurde Marouf Mohammadi zum Spieler der Saison ernannt.

## Nationalmannschaft
Seit 2013 ist er afghanischer Nationalspieler. Am 20. August 2013 erzielte er beim 3:0-Erfolg über Pakistan sein erstes Tor für die afghanische Nationalmannschaft, als er den 3:0-Endstand per Direktabnahme erzielte. Während der Südasienmeisterschaft 2013 kam er viermal zum Einsatz. Am Ende konnte man das Turnier nach einem 2:0-Sieg im Finale gegen Indien gewinnen.

## Erfolge

### Verein
- Afghanischer Meister: 2012

### Nationalmannschaft
- Südasienmeister: 2013

### Persönliche Auszeichnungen
- Spieler der Saison: 2012